# Les singularitez de la France Antarctique

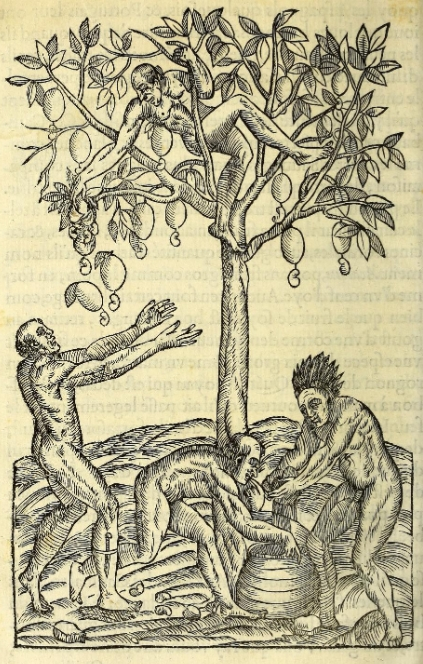
Primeira ilustração de um cajueiro (André Thévet, 1558).

Les singularités de la France Antarctique, autrement Nommée Amerique, & de Plusieurs Terres et Isles Decouvertes de Nostre Temps (em língua portuguesa, As Singularidades da França Antártica, também Nomeada América e de Mais Terras e Ilhas Descobertas de Nossos Tempos) é uma obra escrita pelo capuchinho André Thevet em meados do século XVI e publicada em Paris por Maurice de La Porte em 1558.
Nela, o autor descreve as suas impressões acerca dos primeiros tempos da tentativa francesa de fundação de uma colônia denominada como França Antártica, por iniciativa do Almirante Nicolas Durand de Villegagnon.
Nesta obra, Thévet culpou os huguenotes (calvinistas franceses) pelo fracasso da colônia. Esse ataque justificou a obra Histoire d'un Voyage Faict en la Terre du Brésil (História de uma Viagem Feita à Terra do Brasil), do calvinista Jean de Léry, que se refere à mesma empresa. Essas e outras obras deram origem ao mito do "bom selvagem".